# ألماجانو
ألماجانو هي بلدية تقع في مقاطعة سوريا، في منطقة قشتالة وليون، في إسبانيا. يبلغ عدد سكانها 200 نسمة وذلك حسب إحصاء السكان سنة 2004. تبلغ مساحتها 9 كم².